# Mira Ceti
Mira Ceti (omikron Ceti, ο Cet) – gwiazda zmienna w gwiazdozbiorze Wieloryba, która osiąga 2,0m podczas maksimum jasności, podczas minimum jasność jej spada do 10,1m. Odległa od Słońca o ok. 419 lat świetlnych. 
Mira Ceti jest układem podwójnym, w skład którego wchodzą Mira A (czerwony olbrzym) oraz Mira B (VZ Ceti) (biały karzeł) – ten mniejszy składnik okrąża większy w czasie ok. 400 lat. Mira A należy do klasy spektralnej M, w ciągu ok. 331 dni zmienia swą jasność o wartość dochodzącą nawet do ośmiu wielkości gwiazdowych. Okres ten może się wahać o kilkanaście dni, najprawdopodobniej z powodu istnienia towarzysza Miry, białego karła, który może modulować okres jej pulsacji i amplitudę. Średnica tego czerwonego olbrzyma wynosi 550 mln km, czyli 390 średnic Słońca. Na zdjęciach z teleskopu kosmicznego Chandra widać, że od składnika A do B przepływa materia gazowa w postaci smugi łączącej obie gwiazdy, opadając następnie na mniejszy składnik.

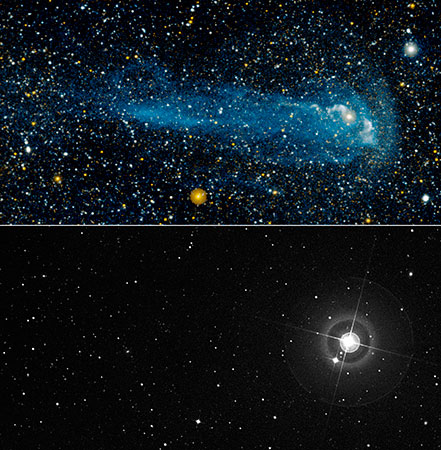
Zdjęcia gwiazdy i jej otoczenia w ultrafiolecie i świetle widzialnym

Zmienność gwiazdy odkrył 3 sierpnia 1596 roku holenderski astronom David Fabricius. Natomiast w roku 1639 Johannes Holwarda zauważył, że gwiazda ta wykazuje regularne zmiany w jasności i wyznaczył amplitudę zmian jej blasku oraz okres zmienności. Ta własność przyczyniła się do tego, iż niektórzy zaczęli ją nazywać „Cudowną”. Powodem zmian w jasności jest cykliczne powiększanie się i później zmniejszanie wielkości gwiazdy – pulsacja. Mira znajduje się bowiem już w schyłkowym okresie swego istnienia – tuż przed odrzuceniem swoich zewnętrznych warstw gazowych, z których powstanie mgławica planetarna. Gwiazdę obserwował także przez kilkanaście lat (1648-1662) polski astronom Jan Heweliusz.
Mira Ceti jest prototypem gwiazd zmiennych nazwanych od jej imienia mirydami.

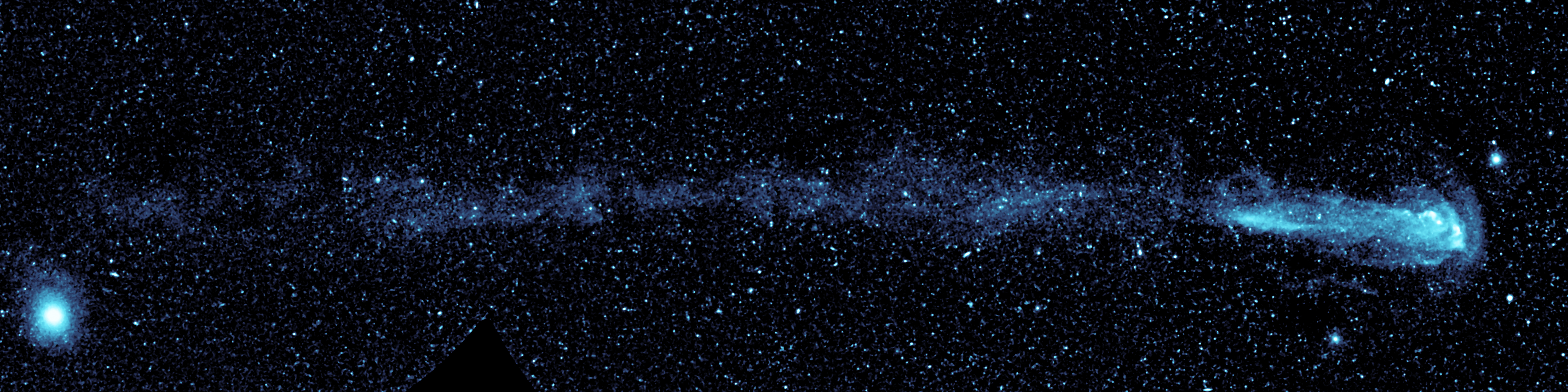
Zdjęcie ogona gwiazdy widoczny w ultrafiolecie

W sierpniu 2007 roku NASA ogłosiła, że czerwony olbrzym, wchodzący w skład systemu i poruszający się z prędkością 130 km na sekundę pozostawia za sobą znaczne ilości materii, co sprawia, że gwiazda posiada ogon podobny do komety. Szacuje się, że ma on długość 13 lat świetlnych, czyli 20 tysięcy razy więcej niż odległość od Słońca do Plutona. Ogon gwiazdy widoczny jest tylko w świetle ultrafioletowym i składa się przede wszystkim z tlenu i węgla. Według wstępnych szacunków, zbudowany jest z materii traconej przez gwiazdę od co najmniej 30 tysięcy lat.